# 크리스털 게일
크리스털 게일(Crystal Gayle, 1951년 1월 9일 ~ )은 미국의 여성 가수, 작사가, 작곡가, 뮤지컬 배우, 영화배우이다.

## 생애
미국 켄터키주 페인츠빌에서 출생하였고 미국 인디애나주 워배시에서 성장한 그녀는 1970년 가수 데뷔하였으며 1972년에 뮤지컬배우 데뷔하였고 1983년 미국 다큐멘터리 영화 《SCTV network: a star is born with Crystal Gayle》을 통하여 영화배우로 데뷔하였다.

## 유명세
땅바닥까지 늘어질 정도로 길고도 긴 머리카락으로 매력을 발산하기도 한 그녀는 보통적으로 대한민국 국내에서는 《When I dream》이라는 노래 작품의 오리지널 원곡 가수로도 널리 알려져 있다.